# Echt-Susteren
Echt-Susteren  è una municipalità dei Paesi Bassi di 32 321 abitanti situata nella provincia del Limburgo.

## Geografia antropica

### Frazioni
- Echt: 7 855 ab.
- Pey: 6 631 ab.
- Susteren: 7 289 ab.
- Dieteren: 853 ab.
- Nieuwstadt: 3 420 ab.
- Koningsbosch: 1 711 ab.
- Sint Joost: 1 595 ab.
- Roosteren: 1 558 ab.
- Maria Hoop: 1 410 ab.